# Gossas (Département)

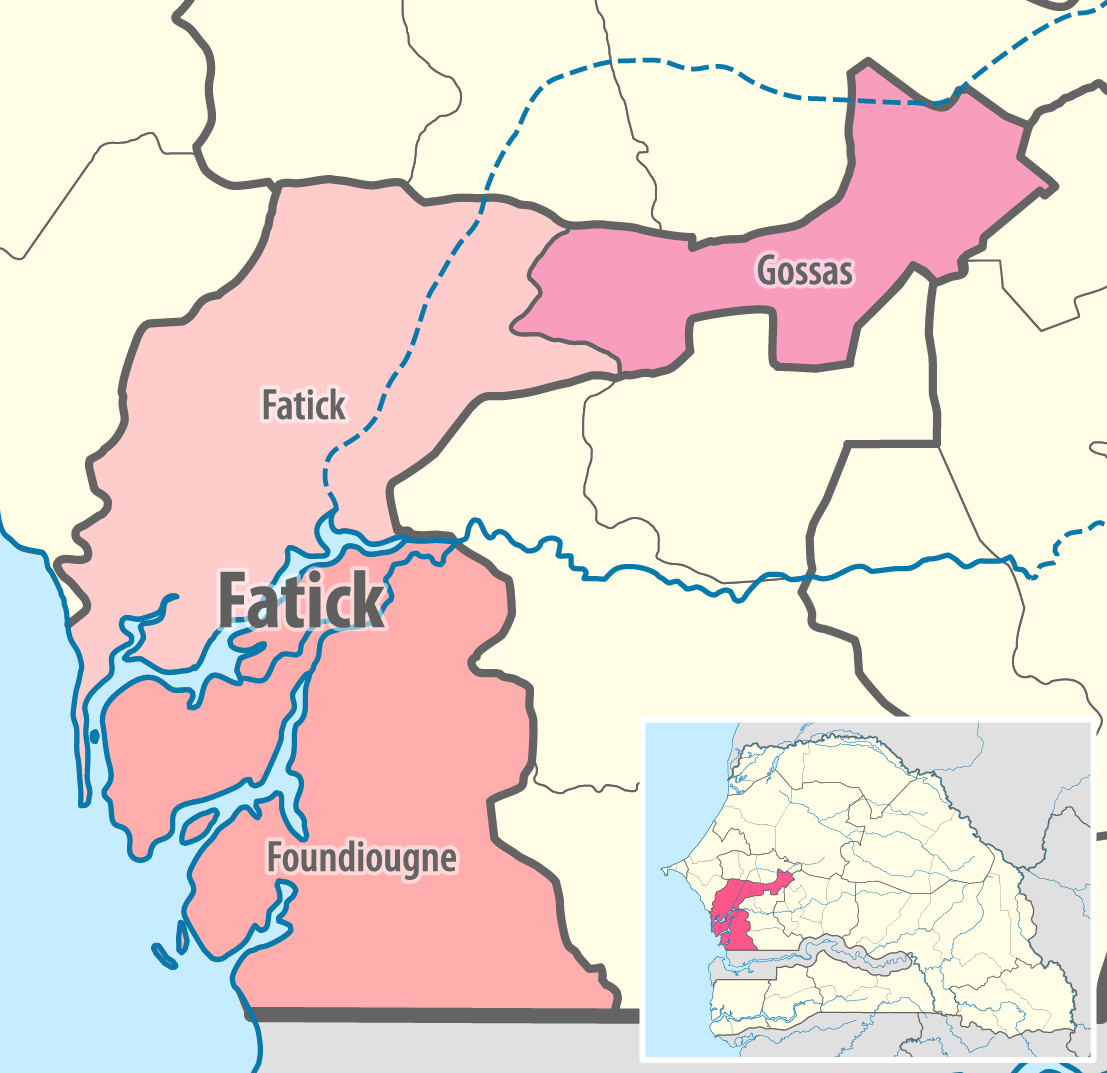
Département Gossas in der Region Fatick

Das Département Gossas mit der Hauptstadt Gossas ist das östliche von drei Départements des Senegal, in die die langgestreckte und ellenbogenförmig von der Atlantikküste nach Nordosten ins Landesinnere abgewinkelte Region Fatick gegliedert ist. Es liegt im zentralen Westen Senegals und ist Teil des Erdnussbeckens.

## Geschichte
Im Jahr 2002 verkleinerte sich das Département um das im äußersten Nordosten gelegene Arrondissement Taïf, das mit einer Fläche von 410 km² in das Département Mbacké der Region Diourbel wechselte. 2008 wurde das Département geteilt und der Süden um Guinguinéo, und zwar das damalige Arrondissement Guinguinéo, ergänzt um die Communauté rurale Ourour, wurde aus dem Département ausgegliedert und  mit einer Fläche von 1166 km² als Département Guinguinéo in die Region Kaolack eingegliedert. 

## Bevölkerung
Volkszählungen ergaben für das Département jeweils folgende Einwohnerzahlen:
| Jahr | Einwohner |
| ---- | --------- |
| 1988 | 160.739   |
| 2002 | 150.279   |
| 2013 | 95.715    |
| 2023 | 122.968   |

## Gliederung
Im Jahr 2013 galt noch die Gliederung in Arrondissements, Kommunen (Communes) und Landgemeinden (Communautés rurales). Das Département hatte seit 2008 eine Fläche von 1.080 km².
Nach dem Stand von 2021 gab es eine Unterteilung des Départements in zwei Arrondissements mit fünf nachgeordneten Gemeinden (Communes). Ferner gab es außerhalb der Arrondissements eine weitere städtische Kommune. Das Département hatte 2023 eine Fläche von 1.243 km².
| Teilgebiet                 | Fläche km² | Einwohner 2013 | Einwohner 2023 |
| -------------------------- | ---------- | -------------- | -------------- |
| ohne Arrondissement        | 5,601      | 12.698         | 15.630         |
| Gossas                     | 5,601      | 12.698         | 15.630         |
| Arrondissement de Colobane | 787,600    | 45.611         | 57.659         |
| Colobane                   | 411,600    | 18.310         | 21.341         |
| Mbar                       | 376,000    | 27.301         | 36.318         |
| Arrondissement de Ouadiour | 449,800    | 37.406         | 44.886         |
| Ndiène Lagane              | 114,000    | 11.866         | 15.326         |
| Ouadiour                   | 210,900    | 10.816         | 10.816         |
| Patar Lia                  | 124,900    | 14.724         | 18.744         |
| Département zusammen       | 1243,001   | 95.715         | 118.175        |